# Sally Ann Howes
Pour les articles homonymes, voir Howes.
Sally Ann Howes est une actrice britannique naturalisée américaine, née le 20 juillet 1930 à Londres (Royaume-Uni) et morte le 19 décembre 2021 à Palm Beach Gardens (Floride).
Elle est surtout connue pour ses rôles dans des comédies musicales, en particulier Chitty Chitty Bang Bang,.

## Biographie

### Famille
Née à l'hôpital de St. John's Wood à Londres, elle est la fille du comédien Bobby Howes (1895–1972) et de l'actrice Patricia Malone (1899–1971). Son grand-père, J.A.E. Malone, était directeur de théâtre à Broadway. Son oncle Pat Malone était acteur. Elle a un grand frère, Peter Howes, professeur de musique. Sa famille déménage à Essendon (Hertfordshire) durant la Seconde Guerre mondiale.

### Carrière
Elle débute au cinéma à douze ans, dans le film de 1943 Thursday's Child (en). Son second film, L'Auberge fantôme, est tourné en 1944.
Dans sa carrière, elle privilégie la scène par rapport au cinéma, expliquant : « Le théâtre est une drogue. Le problème, c'est qu'il faut faire des films pour qu'on se souvienne de vous. ». Elle connaît la célébrité d'abord à Londres dans le West End, puis à Broadway à partir de 1958, où elle remplace sa compatriote Julie Andrews dans My Fair Lady.
Son rôle le plus célèbre est celui de Truly Scrumptious (le nom du personnage signifie en français « réellement délicieux » ou « réellement délicieuse ») dans Chitty Chitty Bang Bang, film de Ken Hughes, adapté par Roald Dahl à partir d'un conte pour enfants de Ian Fleming (le créateur de James Bond). Dans une des scènes les plus mémorables (Music Box), elle joue une poupée animée dansant et chantant sur une boîte à musique. Deux modèles de poupées Barbie sont produites à partir du personnage.

### Vie privée
Sally Ann Howes a été mariée trois fois. Son second mariage, en 1958, est avec Richard Adler (auteur et producteur de comédies musicales). Ils divorcent en 1966, mais elle reste proche de leurs deux fils adoptifs. En 1972, elle épouse Douglas Rae, un agent littéraire, qui meurt quelques mois avant elle.
À la fin de sa vie, elle réside à West Palm Beach, en Floride.
Elle meurt le 19 décembre 2021 à Palm Beach Gardens, en Floride,, à l'âge de 91 ans. Incinérée, ses cendres ont été répandues en mer.

## Filmographie

### Cinéma
- 1943 : Thursday's Child (en) : Fennis Wilson
- 1944 : L'Auberge fantôme (The Halfway House) : Joanna French
- 1945 : Au cœur de la nuit (Dead of Night), film à sketchs collectif, segment La Fête de Noël (Christmas Party) d'Alberto Cavalcanti : Sally O'Hara
- 1946 : Pink String and Sealing Wax : Peggy Sutton
- 1947 : Nicholas Nickleby : Kate Nickleby
- 1948 : My Sister and I : Robina Adams
- 1948 : Anna Karénine (Anna Karenina), de Julien Duvivier : Kitty Scherbatsky
- 1949 : Stop Press Girl : Jennifer Peters
- 1949 : The History of Mr. Polly : Christabel
- 1949 : Fools Rush In : Pamela Dickson
- 1950 : Due mogli sono troppe : Katherine Fry
- 1957 : L'Admirable Crichton (The Admirable Crichton) : Lady Mary
- 1968 : Chitty Chitty Bang Bang, de Ken Hughes : Truly Scrumptious
- 1980 : Le Bateau de la mort (Death Ship) : Margaret Marshall

### Télévision
- 1958 : Gift of the Magi : Della Young
- 1960 : The Fifth Column
- 1961 : Jane Eyre : Jane Eyre
- 1966 : Brigadoon (en) : Fiona McLaren
- 1969 : Mission impossible (épisode 5 de la saison 4) : Beth
- 1970 : Prudence and the Chief : Prudence MacKenzie
- 1971 : Le Virginien (TV) saison 9 épisode 20 (Tate: Ramrod) : Martha Clayton
- 1972 : Le Chien des Baskerville (The Hound of the Baskervilles), téléfilm de Barry Crane : Laura Frankland
- 1973 : Female Artillery : Sybil Townsend
- 1990 : A Little Night Music, téléfilm de Scott Ellis : Desiree Armfeldt
- 1992 : Secrets (Secrets), feuilleton : Tina Matthews

## Théâtre (liste non exhaustive)

### En Grande-Bretagne
- 1950 : Caprice, de Sandy Wilson
- 1953 : La Kermesse de l'Ouest (Paint Your Wagon), avec son père Bobby Howes
- 1956 : Summer Song
- 1957 : A Hatful of Rain

### À Broadway
- 1958 : My Fair Lady (après le départ de Julie Andrews, pendant 11 mois), dans le rôle d'Eliza Doolittle
- 1962 puis 1963 : Brigadoon, rôle qui lui valut une nomination comme meilleure actrice dans une comédie musicale aux Tony Awards
- 1964 : What Makes Sammy Run?
- 1993 : Cinderella
- 2000 : James Joyce's The Dead (en), rôle qui lui valut une nomination aux Drama Desk Awards

### En tournée aux États-Unis
- 2007 : My Fair Lady, cette fois-ci dans le rôle de Mrs. Higgins